# Старые Радены
Старые Радены (рум. Rădenii Vechi, Рэдений-Векь) — село в Унгенском районе Молдавии. Относится к сёлам, не образующим коммуну.

## География
Село расположено на высоте 309 метров над уровнем моря.

## Население
По данным переписи населения 2004 года, в селе Рэдений-Векь проживает 2039 человек (1009 мужчин, 1030 женщин).
Этнический состав села:
| Национальность | Число жителей | Процентный состав |
| -------------- | ------------- | ----------------- |
| молдаване      | 2010          | 98.58             |
| румыны         | 20            | 0.98              |
| украинцы       | 7             | 0.34              |
| русские        | 1             | 0.05              |
| прочие         | 1             | 0.05              |
| Всего          | 2039          | 100%              |

## Достопримечательности
- В нескольких километрах от села по пути из Ясс в Николаев скончался российский государственный деятель Григорий Александрович Потёмкин. На месте смерти установлен каменный обелиск[8][9].
- В окрестностях села находится государственный научно-исследовательский природный заповедник «Плаюл Фагулуй».